# انتها (فیلم ۱۹۹۹)
انتها (اردو: انتها) یک فیلم به کارگردانی ثمینه پیرزاده است که در سال ۱۹۹۹ منتشر شد. همایون سعید، میرا، زیشان اسکندر و ریشم از بازیگران این فیلم هستند.